# Tipula (Arctotipula) semidea
Tipula (Arctotipula) semidea is een tweevleugelige uit de familie langpootmuggen (Tipulidae). De soort komt voor in het Nearctisch gebied.